# 索恩河畔佩济约
索恩河畔佩济约（法語：Peyzieux-sur-Saône，法語發音：[pezjø syʁ son]）是法国东部安省的一个市镇，属于布雷斯地区布尔格区。

## 地理
索恩河畔佩济约（46°7'38"N, 4°48'55"E）面积8.66 平方千米，位于法国奥弗涅-罗讷-阿尔卑斯大区安省，该省份为法国东部省份，北起汝拉省，西北接索恩-卢瓦尔省，西接罗讷省和里昂大都会，南至伊泽尔省，东与萨瓦省、上萨瓦省和瑞士接壤。
与索恩河畔佩济约接壤的市镇（或旧市镇、城区）包括：沙南、热努约、盖兰、莫涅南、蒙索、沙拉罗讷河畔圣艾蒂安、瓦兰、德拉塞。

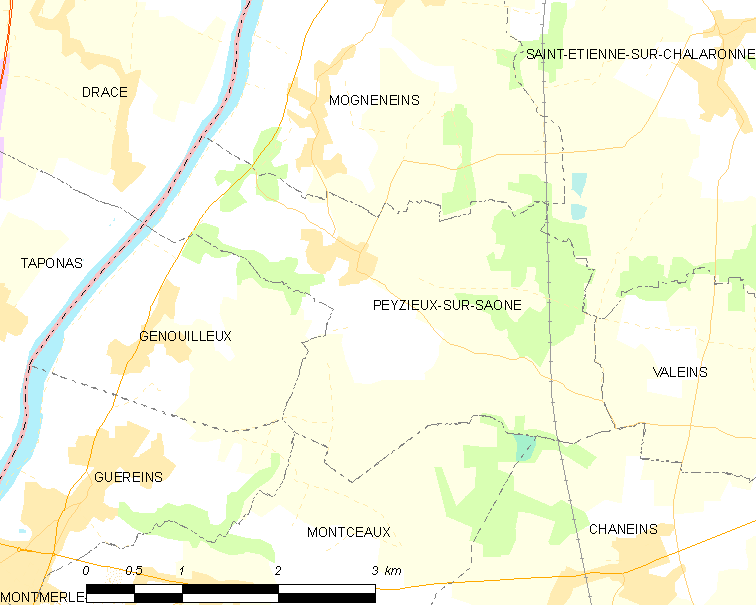
索恩河畔佩济约的OSM定位图

索恩河畔佩济约的时区为UTC+01:00、UTC+02:00（夏令时）。

## 行政
索恩河畔佩济约的邮政编码为01140，INSEE市镇编码为01295。

## 政治
索恩河畔佩济约所属的省级选区为沙拉罗讷河畔沙蒂永县。

## 人口

1962-2008年间索恩河畔佩济约人口变化图示

索恩河畔佩济约于2022年1月1日时的人口数量为656人。